# Gormenghast
Gormenghast is een fictioneel kasteel uit de gelijknamige fantasyboekenreeks van Mervyn Peake. Gormenghast is een kasteel dat wordt bestuurd door strikte rituelen, met een eeuwenoude traditie. De heerser van Gormenghast is de Graaf van Grauw, van een oud adellijk geslacht.
Door literaire kenners wordt de trilogie vaak zeer hoog geacht.

## De boeken
Gormenghast is een serie van drie boeken, en een kort verhaal. Ze zijn alle vier vertaald in het Nederlands door Frits van der Waa. Het korte verhaal (Engelse titel: Boy in Darkness) is niet in het Nederlands uitgegeven. Ten tijde van de dood van Peake was een vierde deel gedeeltelijk geschreven, en een vijfde deel was gepland.

### De Bestemming
In het eerste deel van Gormenghast, De Bestemming wordt de zoon van de 76e Graaf geboren, de jonge Titus Grauw. Tegelijkertijd weet de keukenknecht Stuurpiek zich aan het regime van de kwaadaardige kok Smoorder te onttrekken.

### De Beslissing
Ten tijde van het tweede deel is de zevenjarige Titus Grauw de zevenenzeventigste Graaf van Gormenghast. Stuurpiek heeft zich opgewerkt naar de hogere kringen en probeert door list en moord de macht te grijpen.

### De Beproeving
In het derde deel verlaat Titus de burcht, maar belandt hij in een wereld waar Gormenghast onbekend is.

## Adaptaties
In 2000 is door de Engelse BBC een miniserie uitgebracht, gebaseerd op de eerste twee boeken.

## Belangrijke personages
Peake bevolkte Gormenghast met een zeer groot aantal unieke personages, waarvan de meesten uitgebreid werden beschreven.

### Het Geslacht Grauw
- Graaf Sepulchrijn Grauw is de 76e Graaf van Gormenghast. Hij is een melancholiek persoon, voor wie elke dag een lijdensweg is. Toch is hij trouw aan de rituelen van het slot. Nadat zijn bibliotheek in vlammen opgaat wordt hij langzaamaan gestoord, totdat hij verdwijnt van het slot, en sterft onder de klauwen van uilen.
- Gravin Gertrude Grauw is de zwaarlijvige vrouw van Sepulchrijn. Volledig gedesinteresseerd in alles behalve haar vogels en katten, geeft ze blijk van een zeer hoge intelligentie als haar man verdwijnt, en zij de leiding over het slot over moet nemen.
- Fuchsia Grauw is de dochter en het oudste kind van Sepulchrijn en Geertruide. Volledig genegeerd omdat ze als vrouw geen rol kan spelen voor het slot, verliest ze zichzelf in haar droomwereld. Na de geboorte van haar broertje Titus begint ze veel van hem te houden, veel meer dan haar ouders dat doen.
- Titus Grauw is de hoofdpersoon van de serie, de toekomstige 77e Graaf. Door de listen van Stuurpiek wordt hij op zeer jonge leeftijd al Graaf van Gormenghast, maar kan hier nooit aan wennen. Gedurende zijn kindertijd zoekt hij steeds naar een ontsnapping van de plichten die het slot hem opdwingen. Als hij uiteindelijk weet te ontsnappen van het slot, merkt hij dat hij de wereld buiten, waar Gormenghast volledig onbekend is, niet begrijpen kan.
- Cora en Clarisse Grauw zijn de zusters van Sepulchrijn, een eeneiige tweeling. Beiden hebben een beroerte gehad die hun linkerkant heeft verlamd. Beiden hebben ze een zeer lage intelligentie, en een hekel aan Gertrude, die ze zien als usurpator. Dit leidt ertoe dat Stuurpiek ze kan misbruiken voor zijn ambities.

### Andere karakters
- Stuurpiek is een meedogenloze intelligente jongeman, die zich door list en moord van keukenknecht weet op te werken tot plaatsvervanger van de Heer der Rituelen, wellicht de belangrijkste positie in het slot. Zijn ambitie is grenzeloos.
- Schraap is de knecht van heer Sepulchrijn, en diens trouwste dienaar. Hij wantrouwt Stuurpiek, terecht, vanaf hun eerste ontmoeting. Ook nadat hij door Gertrude wordt verbannen blijft hij trouw aan Titus, de nieuwe Heer Grauw.
- Smoorder is de moddervette kok van het slot, en de doodsvijand van Schraap. Hij heeft gezworen Schraap te zullen doden.